# Generalisté a specialisté
Generalisté a specialisté představují v ekologii dvě skupiny, do kterých se dají druhy zařadit na základě jejich habitatu a potravy.
- Generalisté jsou druhy, které mohou žít v různých habitatech a mohou se krmit různou stravou. Typickým příkladem generalisty je mýval severní, který se vyskytuje napříč Severní a Střední Amerikou, kde obývá jak hory a lesy tak velká města.[1] Mývalové jsou vysoce přizpůsobiví všežravci a dokáží se živit extrémně širokou škálou potravy včetně lidských odpadků.[2] Příkladem (převážně) býložravého generalisty je jelenec běloocasý, jehož jídelníček tvoří pestrá skladba rostlin a plodů, ale občas pozře i malé živočichy.[3]

- Specialisté jsou druhy, které jsou životně závislé na specifickém habitatu a živí se pouze omezeným výběrem jídla, v krajním případě pouze jedním druhem. Klasickým příkladem potravního specialisty je koala medvídkovitý, který se živí převážně eukalyptovými listy. Tomu odpovídá i jejich habitat, který je omezen v podstatě jen na eukalyptové lesy. Některé koaly dokonce jí listy pouze určitého druhu eukalyptu. Příkladem masožravého specialisty je rys kanadský, jehož jídelníček závisí na zajících měnivých.[1] Extrémem mezi specializovanými predátory je pavouk Ammoxenus amphalodes, který se živí jen jedním druhem termita.[4]

Výše uvedené příklady jsou z extrémních konců škály, většina rostlin a živočichů se nachází někde mezi těmito konci, přičemž je často lze zařadit do obou skupin.
Následkem úzkého zaměření se specialisté jen těžko přizpůsobují změnám životního prostředí, takže je u nich při větších změnách (např. následkem lidských aktivit nebo současných klimatických změn) vyšší hrozba vyhynutí než u generalistů, kteří jsou přizpůsobivější a snadněji se vyrovnávají se změnami. Výhodou specialistů však je to, že často obývají úzce zaměřenou ekologickou niku, takže jim nekonkurují jiné druhy, jako je tomu u generalistů, kteří žijí v široké škále habitatů a mají rozsáhlejší záběr jídelníčku, takže se potýkají i s větší konkurencí v potravě a v životním prostoru.
Pokud se uvažuje pouze druh potravy, je v češtině obvyklé dělení živočichů na býložravce, masožravce, všežravce a hmyzožravce.